# 메콩박쥐
메콩박쥐 또는 엘러리관코박쥐(Murina eleryi)는 애기박쥐과에 속하는 박쥐의 일종이다. 베트남 북부 지역의 숲에서 처음 발견되었다.

## 특징
작은 박쥐로 전완장은 27.7~31.3mm이고, 꼬리 길이는 26.5~31.7mm이다. 발 길이는 5.6~7.7mm, 귀 길이는 11.5~13.3mm이고 몸무게는 최대 5.5g이다.
등 쪽 털은 구릿빛을 띠고 배 쪽은 크림색을 띤다. 주둥이는 길고 좁다. 눈은 아주 작고, 귀는 둥글다.

## 생태
먹이는 곤충이다. 젖을 먹이는 암컷 2마리를 5월에 포획한 기록이 있다.

## 분포 및 서식지
베트남 북부와 중부, 라오스, 중국 남단의 광시 좡족 자치구와 후난성, 광둥성, 구이저우성, 태국 북부와 서부, 캄보디아 중부와 동부 지역에 널리 분포한다. 해발 250m와 2,550m 사이의 아고산 지대와 건조 상록수림에서 서식한다.